# Ea-Gamil
Ea-Gamil war der letzte König (etwa 1423–1415 v. Chr.) der Meerland-Dynastie, die für etwa 350 Jahre von etwa 1783 bis 1415 v. Chr. den Süden Mesopotamiens beherrschte. Ea-Gamil ist aus späteren Königslisten, aber auch von einigen wenigen zeitgenössischen Quellen bekannt, nach denen er 9 Jahre regierte. Ein Text aus Qalʿat al-Bahrain (Bahrain), wohl Hauptstadt von Dilmun, bezeugt, dass Dilmun zu dieser Zeit von der Meerland-Dynastie beherrscht wurde. Der Text ist unter Ea-Gamil datiert. Aus der babylonischen Chronik ABC 20B erfährt man, dass der König nach Elam flüchtete.
Es ist wenig zum Ende der Meerland-Dynastie bekannt. Einige Texte deuten innere Unruhen an, andere Texte bezeugen äußere Feinde, die jedoch nicht namentlich erwähnt werden. Innerhalb der Regierungszeit von Ea-Gamil wurde die Meerland-Dynastie jedoch vernichtet. Ihr Herrschaftsbereich wurde kurze Zeit darauf von den Kassiten in Babylon übernommen. Nach der Chronik ABC 20B marschierte der kassitische König Ulam-buriaš in das Meerland ein. Ein zweiter Feldzug ist für Agum III. bezeugt, der das Reich vielleicht endgültig eroberte. Ea-Gamil floh nach Elam.